# Zámecká hora (Vrbno pod Pradědem)
Zámecká hora (německy Schlofsberg) je vrchol v Hrubém Jeseníku, tyčící se nad Vrbnem pod Pradědem a Ludvíkovem. Na vrcholu, který dosahuje výšky 854 m n. m., se nachází zbytky zaniklého slezského hradu Fürstenwalde. V roce 2012 zde byla vybudována malá zastřešená rozhledna. Na vrcholu jsou dva velké listnaté stromy, viditelné z Vrbna i z Ludvíkova.

## Zřícenina hradu Fürstenwalde
Fürstenwalde byl významný slezský hrad, protože v listině z roku 1377 se uvádí mezi majetkem opavského knížectví na prvním místě. Během česko-uherských válek (1468–1478) však bylo zničeno mnoho hradů v okolí. Zda tento osud stihl i Fürstenwalde, není známo, ale je to velmi pravděpodobné. Poslední nálezy jsou totiž z konce 15. století a roku 1523 při vkladu bruntálského panství (rod pánů z Vrbna) do zemských desek není již o hradu ani zmínka. Dnes jsou z tohoto hradu dochovány jen poměrně malé zbytky zdiva paláce, věže a hradby u věže.

## Přístup
Cesta ke zřícenině hradu a současně k rozhledně začíná na rozhraní mezi okrajem města Vrbno pod Pradědem a obcí Ludvíkov u silnice II/445, na parkovišti mezi autokempingem Vrbno pod Pradědem a hotelem Koliba (značená turistická cesta, rozcestí Vrbno pod Pradědem – ATC). Odsud pokračujeme po značené cestě (současně cyklotrasa 6068) přibližně  500 metrů na další rozcestí Pod Zámeckou horou. Po necelých 100 metrech je další neznačené rozcestí, kde Zámecká cesta a cyklotrasa pokračuje rovně do kopce, my však odbočíme doleva na tzv. Šestkovou cestu, kde již asi po 50 metrech jsou další turistické značky.
V tomto bodě si lze vybrat dvě varianty cesty. Přímo prudce do kopce vede cesta označená jako „Náročný výstup k rozhledně“ (viz první obrázek). Z tohoto bodu je délka trasy jen asi 960 metrů (z parkoviště celkem 1,6 kilometru), zejména po větším dešti však cesta může být velmi špatně schůdná. Navíc, přibližně v polovině cesty, nad vrstevnicí 760 metrů je na mapy.cz vyznačen „obtížně průchodný úsek“.
Druhá snazší varianta trasy pokračuje asi 1,3 kilometru po Šestkové cestě se zpevněným povrchem (viz druhý obrázek), kde následuje odbočka do lesa s prudším stoupáním po červené značce (viz třetí obrázek) na další rozcestí Zámecká hora – sedlo. Odsud dalších 350 metrů cesta stoupá jen mírně, prudké stoupání a občas i dřevěné schody jsou až u samotného vrcholu. Celková délka této varianty z parkoviště je asi 2,2 kilometrů. Obě varianty mají od parkoviště převýšení asi 285 metrů.

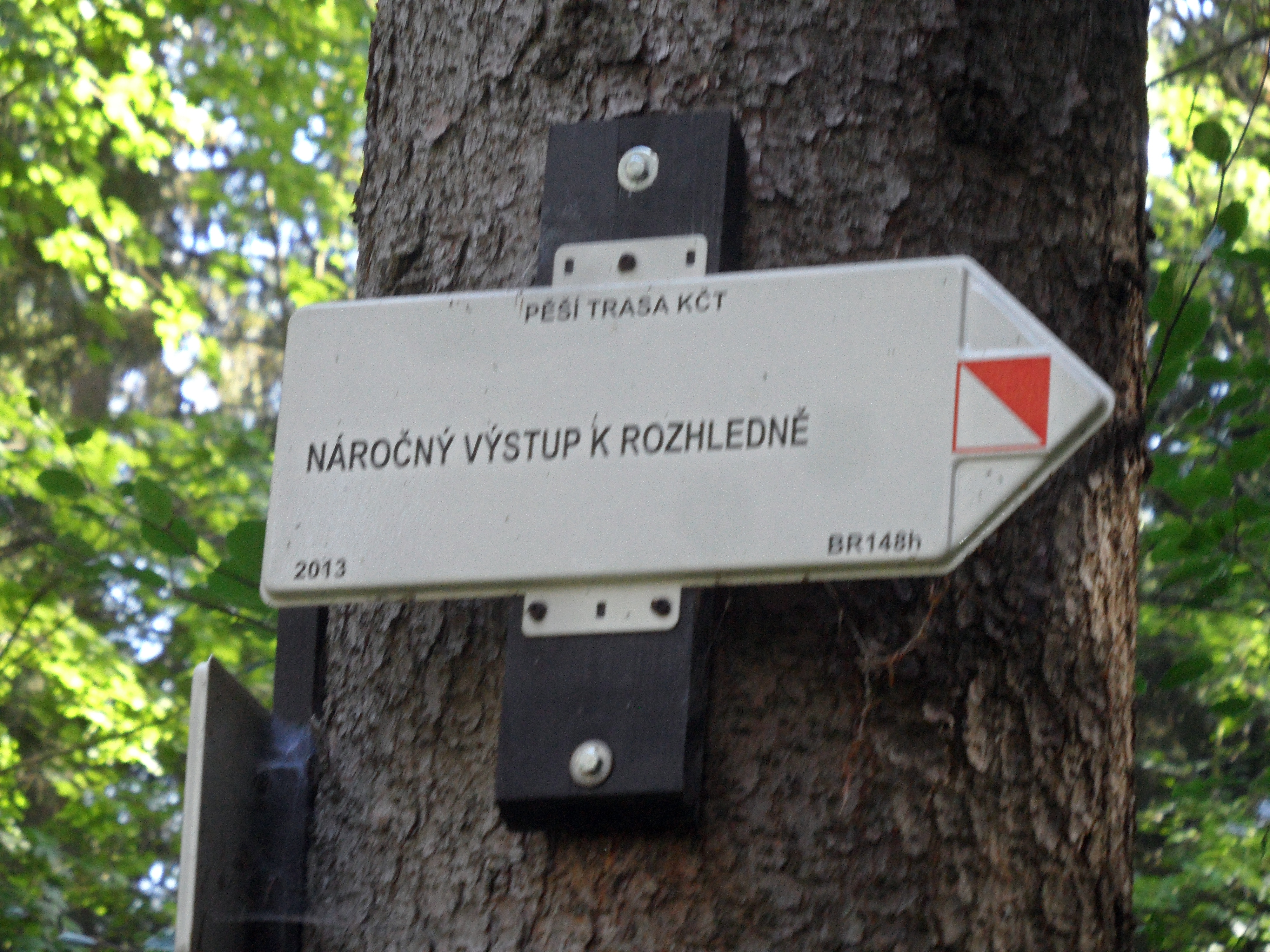
Odbočka na přímou cestu k rozhledně
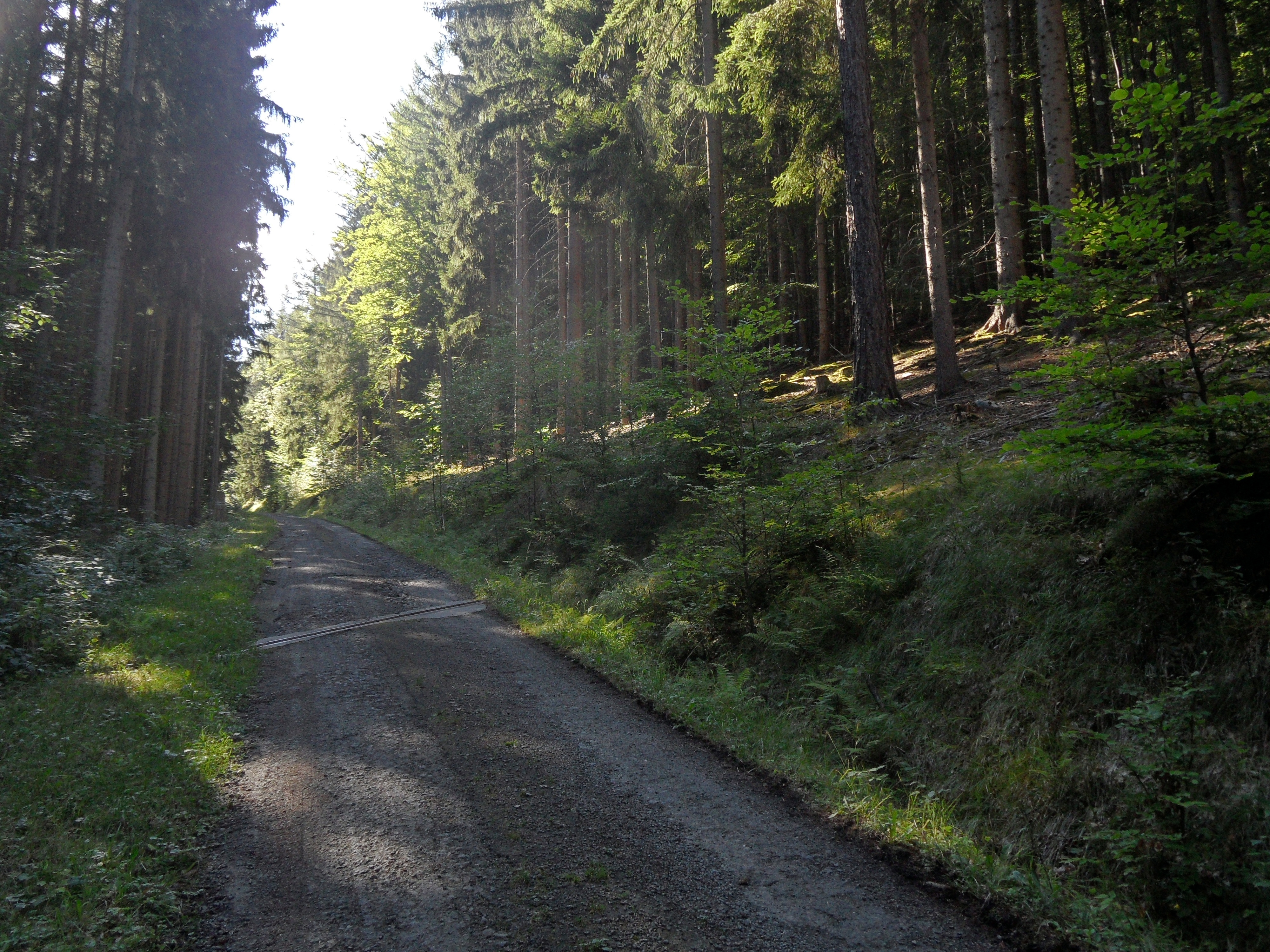
Šestková cesta se zpevněným povrchem
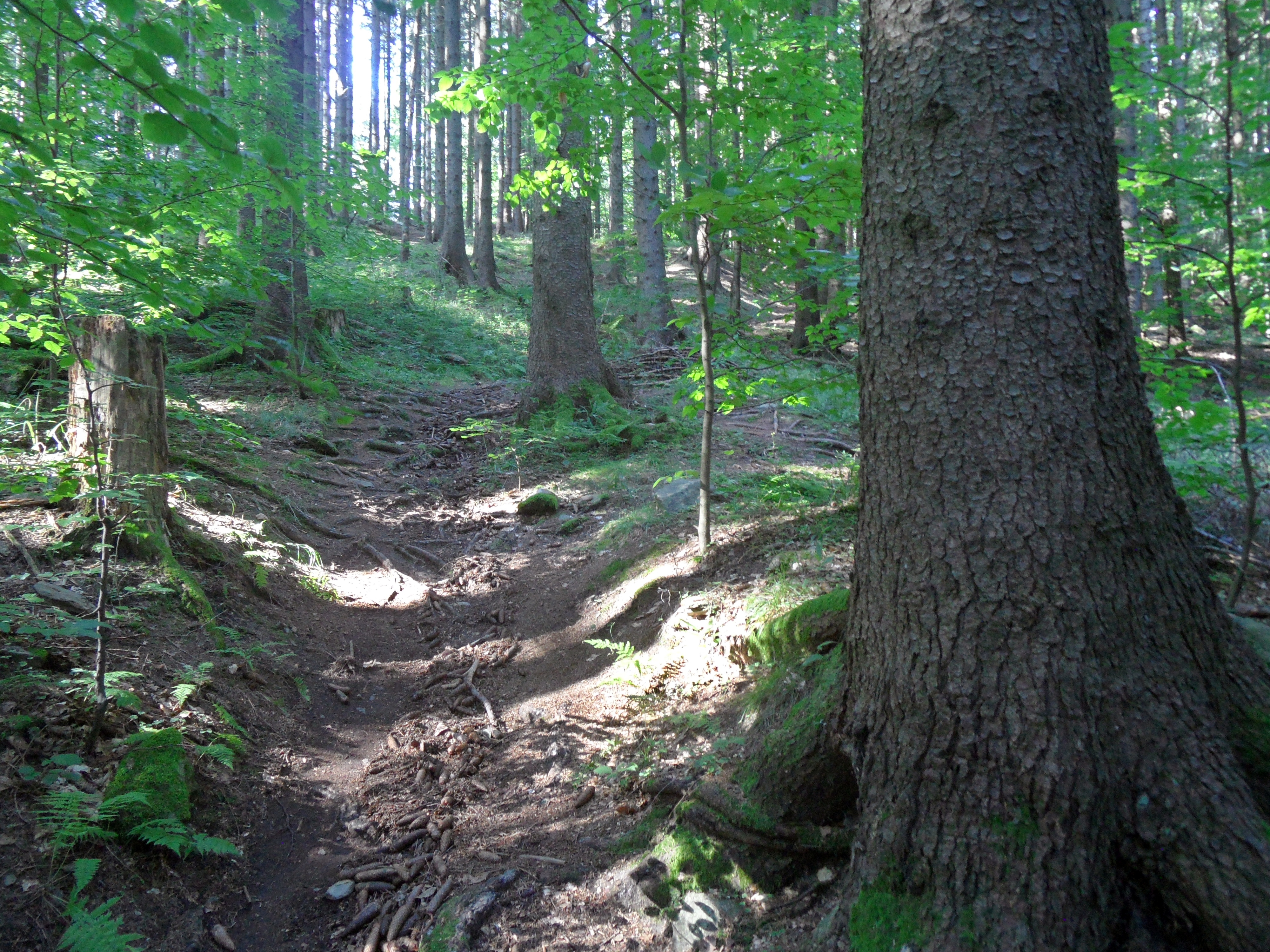
Prudší úsek v lese, k Zámecká hora – sedlo

## Rozhledna
Na vrcholu byla v roce 2012 vybudována malá zastřešená dřevěná rozhledna s posezením. Z vrcholu je výhled na Vrbno pod Pradědem, Ludvíkov, Karlovice, Vysokou horu, na druhé straně je viditelné pásmo Orlíka a oblast nad Bílým Potokem.
Rozhledna byla vybudována v rámci programu „Podpora turistických oblastí Moravskoslezského kraje“. Investorem stavby byla obec Ludvíkov, vlastním pozemku je Pradědský lesní závod a.s. Celkové náklady činily 1 075 033 Kč, z toho 740 600 Kč (68,89 % uznatelných nákladů) poskytl jako dotaci Moravskoslezský kraj v rámci výše uvedeného programu.

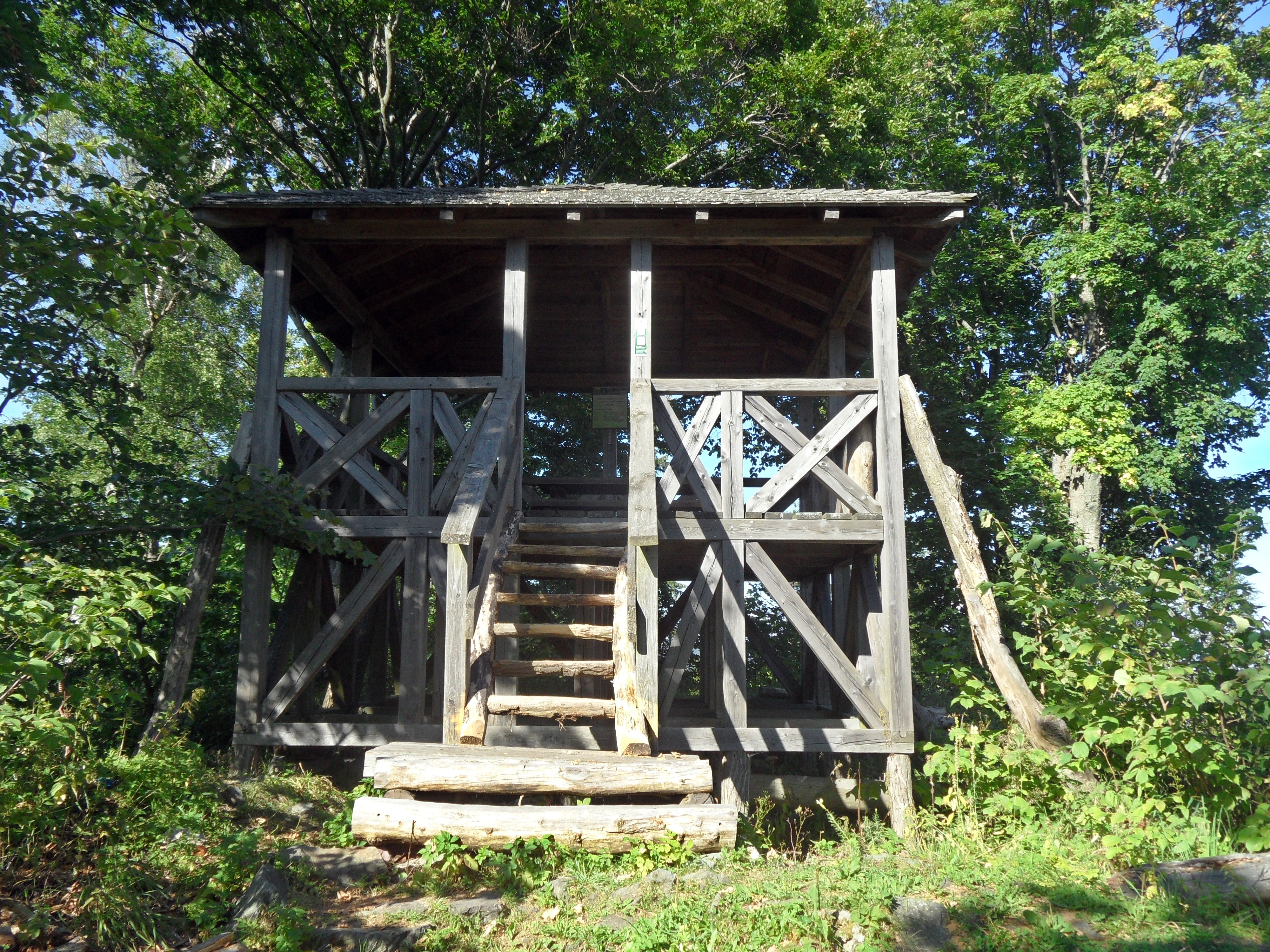
Rozhledna vznikla 2012
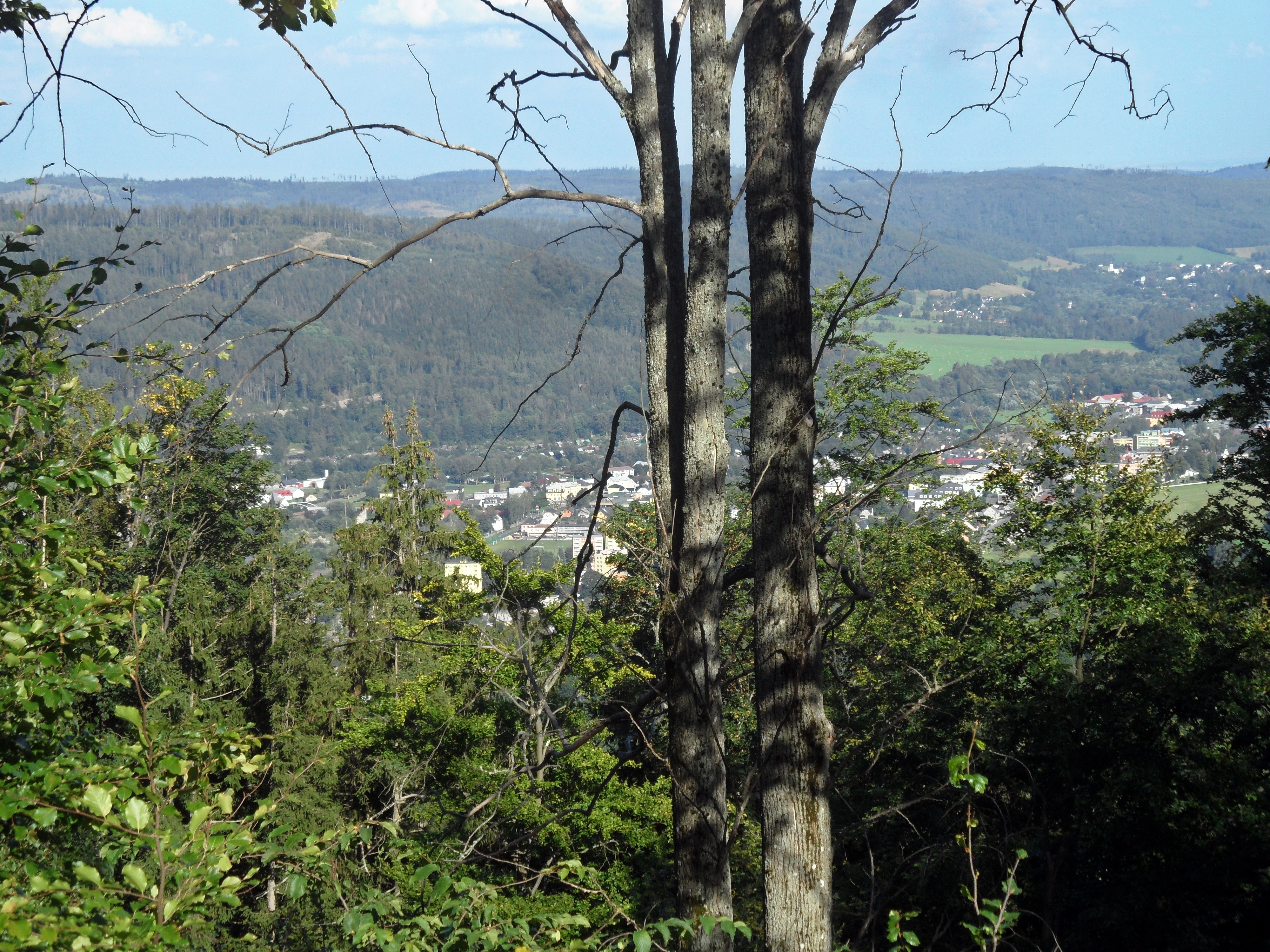
Výhled na Vrbno pod Pradědem
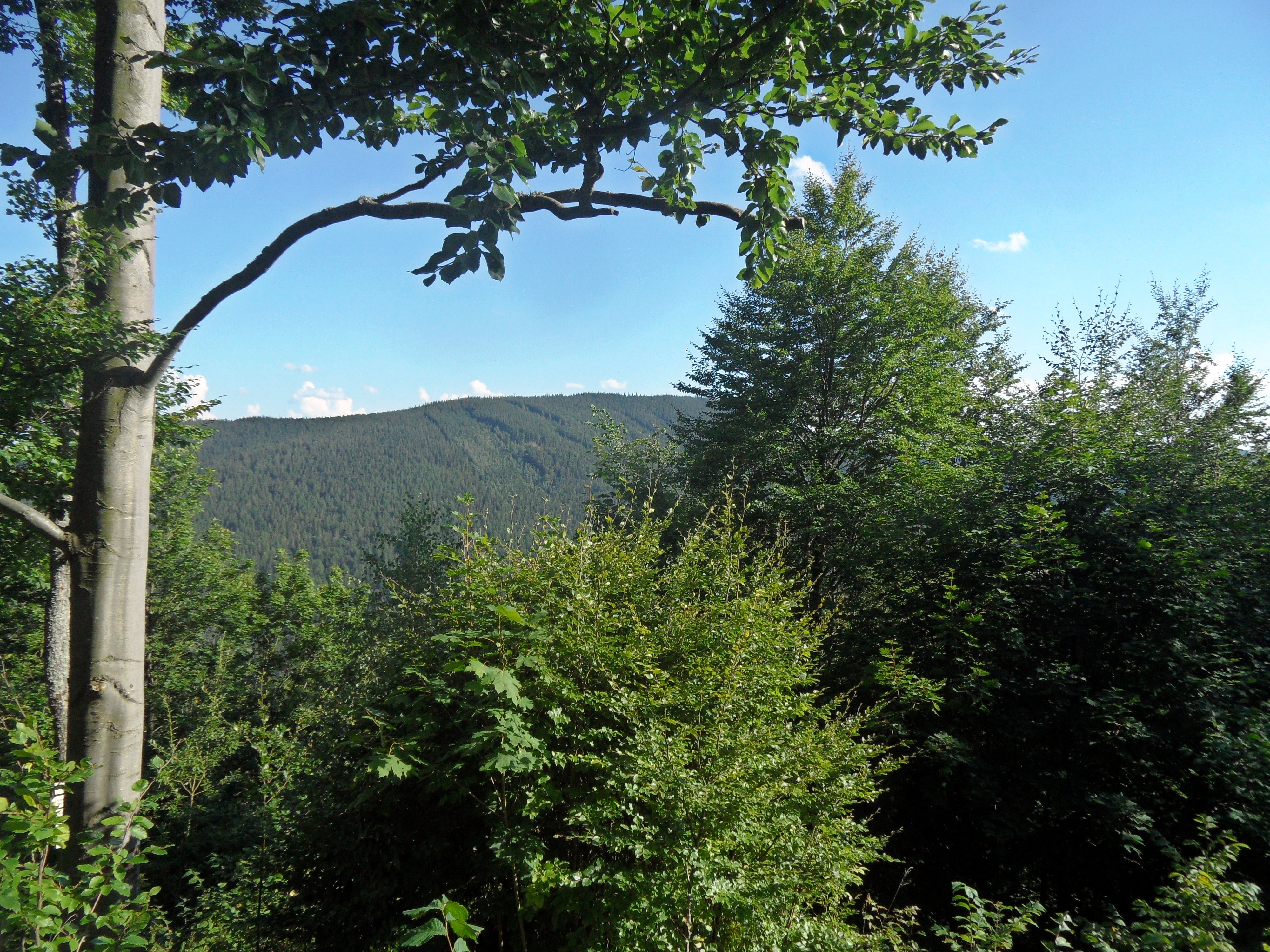
Výhled od rozhledny
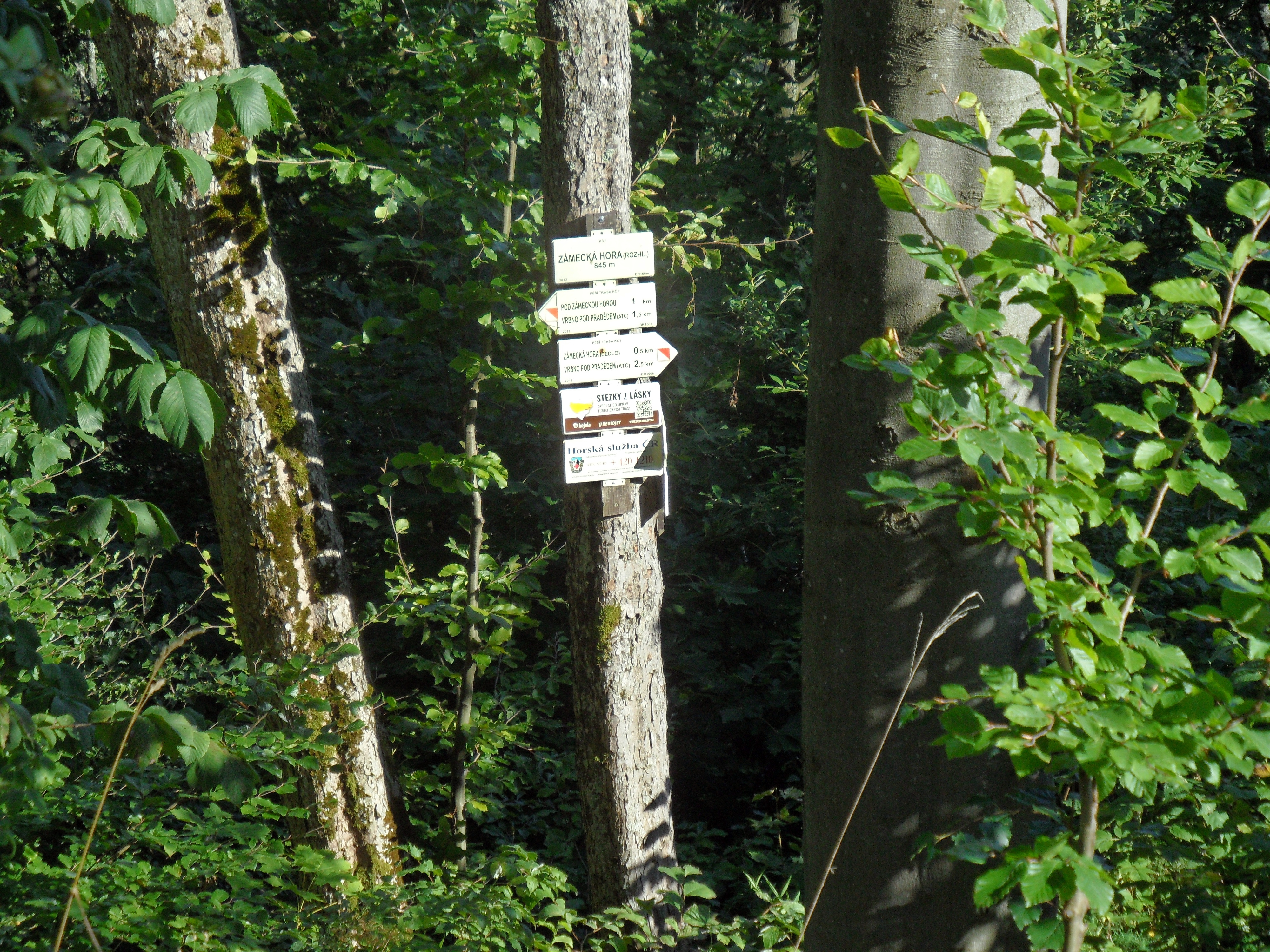
Rozcestník pod rozhlednou